# 삼차신경통
삼차신경통(三叉神經痛, trigeminal neuralgia, TN, TGN)은 삼차신경에 영향을 미치는 만성 통증 질병이다. 2개의 주요 형태로 나뉜다: 정형 삼차신경통, 비정형 삼차신경통. 정형 삼차신경통은 심각한 정도의 갑작스러운 쇼크와 같은 통증이 얼굴 한쪽에 나타나며 수초에서 수분 간 지속된다. 수시간에 걸쳐 발생할 수도 있다. 비정형 삼차신경통은 일정하면서도 타오르는 통증이 발생하지만 덜 심각한 편이다. 얼굴에 어떠한 접촉이 있어도 발생할 수 있다. 두 유형 모두 동일한 사람에게 발생할 수도 있다. 통증이 가장 심한 질병들 가운데 하나이며 우울증을 일으킬 수 있다.
구체적인 병인은 분명하지 않지만, 삼차신경 주위의 말이집의 소실을 수반하는 것으로 짐작된다. 이는 신경이 뇌줄기, 다발성 경화증, 뇌졸중, 정신적 외상을 빠져나오면서 혈관의 압착에 의해 발생할 수 있다. 덜 일반적인 병인으로는 종양이나 동정맥기형을 들 수 있다. 이는 신경통의 일종이다. 진단은 일반적으로 대상포진 후 신경통과 같은 기타 잠재적인 병인을 제외한 뒤의 증후군에 기반을 두는 것이 보통이다.
치료에는 약물과 수술을 통해 가능하다. 초기 치료를 위해 항경련제 카르바마제핀이나 옥스카르바제핀을 사용하며 사람들 중 약 80%에 효과적이다. 다른 선택 사항으로는 라모트리진, 바클로펜, 가바펜틴, 피모짓, 프레가발린이 있다. 아미트리프틸린이 통증에 도움이 될 수 있으나 오피오이드는 정형 삼차신경통에 효과적이지 않은 것이 보통이다. 그다지 개선이 되지 않는 경우 수많은 종류의 수술이 시도될 수 있다.
한 해에 8,000명 중 1명 꼴로 삼차신경통으로 발전하는 것으로 추정된다. 50세 이상의 사람에게서 보통 시작되지만 어느 나이대에서도 발병이 가능하다. 여성이 남성 보다 더 흔히 영향을 받는다. 이 질병은 1773년 존 포더길에 의해 처음으로 상세히 기술되었다.

## 같이 보기
- 군발 두통